# Piero Natoli
Pour les articles homonymes, voir Natoli.
Piero Natoli, né le 22 novembre 1943 à Rome (Latium) et mort le 8 mai 2001 dans la même ville, est un acteur, réalisateur, scénariste et producteur italien.

## Biographie
Natoli est né et a grandi à Rome dans une famille aristocratique originaire de Patti (dans la province de Messine), appartenant à une branche de l'ancienne lignée princière des Natoli di Sicilia (d'origine provençale lointaine), qui s'est installée dans la capitale italienne dans les années 1940. Après avoir obtenu sa licence en droit, il entre dans le monde du cinéma en tant qu'assistant-réalisateur de Marco Bellocchio. Il débute simultanément comme réalisateur et acteur en 1980 dans le film Con... fusione (it). Ses prestations dans Compagni di scuola et Ferie d'agosto sont restées dans les mémoires. Il a travaillé pendant huit ans à la RAI en tant qu'auteur et réalisateur de documentaires et d'enquêtes.
Il meurt le 8 mai 2001 à l'âge de 58 ans des suites d'un anévrisme intracrânien à l'hôpital San Filippo Neri de Rome. Il repose au cimetière de Verano.

### Vie privée
Il est le père de l'actrice Carlotta Natoli, qui a fait ses débuts avec lui à l'âge de 8 ans, dans le film Con... fusione (it) réalisé par lui-même.

## Filmographie

### Réalisateur
- 1980 : Con... fusione (it)
- 1980 : Armonica a bocca
- 1987 : Chi c'è c'è (it)
- 1992 : Gli assassini vanno in coppia (it)
- 1994 : Les Voleurs de cinéma (Ladri di cinema)

### Acteur
- 1980 : Con... fusione (it) de Piero Natoli
- 1984 : Il momento magico (it) de Luciano Odorisio
- 1987 : Ti presento un'amica (it) de Francesco Massaro
- 1987 : Chi c'è c'è (it) de Piero Natoli
- 1988 : Compagni di scuola de Carlo Verdone
- 1989 : Affetti speciali (it) de Felice Farina
- 1992 : Gli assassini vanno in coppia (it) de Piero Natoli
- 1992 : Quattro figli unici (it) de Fulvio Wetzl (it)
- 1994 : Les Voleurs de cinéma (Ladri di cinema) de Piero Natoli
- 1995 : Ferie d'agosto de Paolo Virzì
- 1995 : Cuori al verde de Giuseppe Piccioni
- 1995 : Il cielo è sempre più blu d'Antonio Luigi Grimaldi (it)
- 1996 : Cresceranno i carciofi a Mimongo (it) de Fulvio Ottaviano
- 1997 : Stressati de Mauro Cappelloni
- 1997 : Figurine (it) de Giovanni Robbiano (it)
- 1998 : L'ultimo capodanno de Marco Risi
- 1998 : Abbiamo solo fatto l'amore (it) de Fulvio Ottaviano
- 1998 : Ecco fatto (it) de Gabriele Muccino
- 1998 : Amico mio (it) - série télévisée de Paolo Poeti (it)
- 1998 : Simpatici e antipatici (it) de Christian De Sica
- 1998 : Ladri si diventa (it) de Fabio Luigi Lionello (it)
- 1999 : Vita da reuccio (it) de Andrea Zaccariello (it)
- 1999 : Boom (it) de Andrea Zaccariello
- 2000 : Les Chamanes (Le sciamane) d'Anne Riitta Ciccone
- 2001 : La banda (it) de Claudio Fragasso
- 2001 : Juste un baiser (L'ultimo bacio) de Gabriele Muccino
- 2002 : Stiamo bene insieme (it) d'Elisabetta Lodoli (it) et Vittorio Sindoni - posthume
- 2004 : Fate come noi (it) de Francesco Apolloni (it) - posthume